# Olympische Sommerspiele 1972/Teilnehmer (Griechenland)
| Gelbes Symbol für Goldmedaillen mit stilisierten Olympischen Ringen | Graues Symbol für Silbermedaillen mit stilisierten Olympischen Ringen | Braundes Symbol für Bronzemedaillen mit stilisierten Olympischen Ringen |
| ------------------------------------------------------------------- | --------------------------------------------------------------------- | ----------------------------------------------------------------------- |
| —                                                                   | 2                                                                     | —                                                                       |

Griechenland nahm an den Olympischen Sommerspielen 1972 in München mit einer Delegation von 60 Athleten (58 Männer und zwei Frauen) an 46 Wettkämpfen in neun Sportarten teil. Fahnenträger bei der Eröffnungsfeier war der Stabhochspringer Christos Papanikolaou.

## Medaillengewinner

### Silber
| Name                 | Sportart | Wettkampf                                 |
| -------------------- | -------- | ----------------------------------------- |
| Petros Galaktopoulos | Ringen   | Männer, Weltergewicht, griechisch-römisch |
| Ilias Chatzipavlis   | Segeln   | Finn-Dinghy                               |

## Teilnehmer nach Sportarten

### Boxen
Männer
- Athanasios Giannopoulos
Mittelgewicht: 1. Runde

- Evangelos Oikonomakos
Halbmittelgewicht: Achtelfinale

- Angelos Theotokatos
Federgewicht: 2. Runde

- Panagiotis Therianos
Weltergewicht: 2. Runde

### Fechten
Männer
- Ioannis Chatzisarantos
Säbel, Einzel: 1. Runde

- Panagiotis Dourakos
Degen, Einzel: 2. Runde

- Andreas Vgenopoulos
Florett, Einzel: 1. Runde
Degen, Einzel: 1. Runde

### Gewichtheben
Männer
- Christos Iakovou
Leichtschwergewicht: 5. Platz

- Nikolaos Iliadis
Mittelschwergewicht: 11. Platz

- Panagiotis Spyrou
Mittelgewicht: 12. Platz

- Eleftherios Stefanoudakis
Leichtgewicht: 17. Platz

### Leichtathletik
Männer
- Georgios Georgiadis
Hammerwurf: 26. Platz in der Qualifikation

- Spyridon Kontosoros
3000 Meter Hindernis: Vorläufe

- Ioannis Kousoulas
Hochsprung: 26. Platz

- Loukas Louka
Kugelstoßen: 25. Platz in der Qualifikation

- Stavros Moutaftsidis
Hammerwurf: 15. Platz

- Panagiotis Nakopoulos
3000 Meter Hindernis: Vorläufe

- Kyriakos Onisiforou
400 Meter: Viertelfinale

- Vasilios Papadimitriou
Hochsprung: 12. Platz

- Vasilis Papageorgopoulos
100 Meter: Viertelfinale

- Christos Papanikolaou
Stabhochsprung: 11. Platz

- Stavros Tziortzis
400 Meter Hürden: 6. Platz

- Spilios Zacharopoulos
1500 Meter: Halbfinale

### Ringen
Männer
- Petros Galaktopoulos
Weltergewicht, griechisch-römisch: Silber

- Vasilios Ganotis
Fliegengewicht, griechisch-römisch: 4. Runde

- Stefanos Ioannidis
Leichtgewicht, Freistil: 4. Runde

- Georgios Chatziioannidis
Bantamgewicht, Freistil: 3. Runde

- Panagiotis Koutsoupakis
Federgewicht, Freistil: 3. Runde

- Othon Moschidis
Bantamgewicht, griechisch-römisch: 4. Runde

- Stylianos Migiakis
Federgewicht, griechisch-römisch: 7. Platz

- Sotirios Nakos
Leichtgewicht, griechisch-römisch: 2. Runde

- Sotiris Ventas
Halbfliegengewicht, griechisch-römisch: 3. Runde

### Schießen
- Lakis Georgiou
Skeet: 8. Platz

- Dimitrios Kotronis
Freie Pistole: 38. Platz

- Lambis Manthos
Kleinkaliber, liegend: 27. Platz

- Ioannis Skarafingas
Kleinkaliber, liegend: 26. Platz

- Panagiotis Xanthakos
Skeet: 21. Platz

### Schwimmen
| Männer - Dimitrios Karydis 100 Meter Schmetterling: Vorläufe - Theodoros Koutoumanis 100 Meter Brust: Vorläufe - Dimitrios Theodoropoulos 400 Meter Freistil: Vorläufe 1500 Meter: disqualifiziert in den Vorläufen | Frauen - Eleni Avlonitou 400 Meter Freistil: Vorläufe 800 Meter Freistil: Vorläufe 200 Meter Lagen: Vorläufe 400 Meter Lagen: Vorläufe - Mairi Ioannidou 100 Meter Brust: Vorläufe 200 Meter Brust: Vorläufe |

### Segeln
- Ilias Chatzipavlis
Finn-Dinghy: Silber

- Antonios Bonas & Christos Bonas (& Anastasios Vatistas)
Christos Bonas nahm an den ersten vier Läufen teil, in den letzten drei Läufen übernahm Anastasios Vatistas seinen Platz
Flying Dutchman: 22. Platz

- Ioannis Giapalakis, Ioannis Kiousis & Panagiotis Michail
Drachen: 17. Platz

### Wasserball
Männerturnier
- 14. Platz

- Kader
Periklis Damaskus
Kyriakos Iossifidis
Ioannis Karalogos
Thomas Karalogos
Dimitrios Konstas
Dimitrios Kougevetopoulos
Panagiotis Michalos
Ioannis Palios
Efstathios Sarantos
Georgios Theodorakopoulos
Evangelos Voultsos